# Cristina Zavalloni
Cristina Zavalloni, nota anche con lo pseudonimo di Cristina Zavallone (Bologna, 21 novembre 1973), è una cantante e compositrice italiana. È figlia del cantante Paolo Zavallone, in arte El Pasador.

## Biografia
Di formazione jazzistica, intraprende a diciotto anni lo studio del belcanto e della composizione presso il Conservatorio Giovanni Battista Martini di Bologna fino al 1999.
Per molti anni si dedica alla pratica della danza classica e contemporanea. La sua attività concertistica la porta a esibirsi sia in festival jazz (Montreux Jazz Festival, North Sea Jazz Festival, Free Music Jazz Festival di Anversa, Moers Music, Bimhuis di Amsterdam, Umbria Jazz, Rumori Mediterranei di Roccella Jonica, London Jazz Festival, I Suoni delle Dolomiti, Nouveau Theatre di Besançon, Sala Scarlatti di Napoli, Novara Jazz Festival, Sant'Elpidio Jazz Festival, Klara Festival di Bruxelles, International Jazz Festival di Rotterdam, Concertgebouw di Bruges, Metastasio Jazz di Prato, Blue Note di Milano, Casa del Jazz di Roma, Banlieues Bleues di Parigi) sia in stagioni classiche (Lincoln Center di New York, Carnegie Hall di New York, Concertgebouw di Amsterdam, Palau de la Musica di Barcellona, Barbican Center di Londra, New Palace of Arts di Budapest, Auditorium Parco della Musica di Roma, Walt Disney Hall di Los Angeles, Teatro La Fenice di Venezia, Teatro Comunale di Bolzano).
Si è esibita con orchestre quali la London Sinfonietta, BBC Symphony Orchestra, Schoenberg Ensemble, Sentieri Selvaggi, Musik Fabrik, Orkest De Volharding, Orchestra della Rai Torino, Los Angeles Philharmonic, ORT, Orchestra Toscanini, diretta da Martyn Brabbins, Stefan Asbury, Reinbert De Leeuw, Oliver Knussen, David Robertson, Jurjen Hempel, Georges-Elie Octor, Andrea Molino.
Nel 1997 è Lucilla ne La scala di seta al Teatro Comunale di Bologna ed esegue il Pierrot Lunaire (Schönberg) al Teatro Verdi (Pisa).
Nel 1998 è Justine-Juliette in La Passion Selon Sade di Sylvano Bussotti al Conservatorio Antonio Vivaldi di Alessandria.
Per il Teatro alla Scala di Milano diretta da Carlo Boccadoro tiene un recital nel 2001 e nel 2004 al Teatro degli Arcimboldi.
Collabora con il compositore olandese Louis Andriessen, che ha scritto per lei alcuni dei suoi più recenti capolavori tra cui Passeggiata in tram per l'America e ritorno, La Passione, Inanna, Letter from Cathy, Racconto dall'Inferno e il ruolo di Dante nella Commedia, con cui la Zavalloni ha debuttato al Carnegie Hall di New York nel 2010, e il ruolo di Anais nel monodramma Anaïs Nin di Andriessen nella prima assoluta del 2010 al Teatro dei Rozzi di Siena, con cui è in tournée (Paesi Bassi, Germania, Inghilterra, nel 2012 Stati Uniti). È interprete di prime esecuzioni di Boccadoro, Emanuele Casale e interprete designata di composizioni di James McMillan (di cui ha recentemente interpretato la prima statunitense di Raising Sparks, al Carnegie Hall di New York), William Parker (prima mondiale live di Alphaville Suite – Bologna 2010).
Sperimenta il repertorio barocco (nel 2005 Drusilla ne L'incoronazione di Poppea diretta da Rinaldo Alessandrini a Strasburgo, Clorinda ne Il combattimento di Tancredi e Clorinda per la regia di Mario Martone al Ravello Festival, avvia una collaborazione con Alain Platel e Fabrizo Cassol (VSPRS e Pitié!), e coltiva la sua passione per la Musica Popolare Brasiliana, in duo, con il mandolinista brasiliano Hamilton de Holanda e in quartetto, con Guinga, Gabriele Mirabassi, Roberto Taufic.
Nel 2006 esce la registrazione di Racconto dall'Inferno di Andriessen con la Los Angeles Philharmonic Orchestra per la Deutsche Grammophon eseguito alla Walt Disney Concert Hall.
Nel 2007 è Mirandolina nella prima assoluta di Signor Goldoni di Luca Mosca con Sara Mingardo al Teatro La Fenice di Venezia.
Nel 2011, riscopre il repertorio di Weill ed Eisler, e affronta per la prima volta le canzoni di Cole Porter, con l'ensemble I Fiati Associati (Weill and Porter Songs). 
Il 15 maggio ha debuttato nella parte di Sexilia, nella prima assoluta di L'Italia del Destino di Mosca con la Mingardo, al Teatro Goldoni (Firenze) per il Maggio Musicale Fiorentino. Il 29 maggio si esibisce, per la prima volta in concerto, in duo con il pianista Stefano Bollani al Foligno Young Jazz Festival.
Cristina Zavalloni collabora con l'etichetta Egea Records, che ha pubblicato i suoi ultimi tre cd: IDEA (2006) e Tilim –Bom (2008), in duo con Andrea Rebaudengo, e SOLIDAGO (2009), in quartetto.
Ha inciso per Winter&Winter, Felmay, Ishtar, Cantaloupe, MN Records, Deutsche Grammophon–DG Concerts Series e ha presentato il suo nuovo album jazz al Festival Rumori Mediterranei di Roccella Jonica, il 18 agosto 2011.
Nel 2012 è Clorinda ne Il combattimento di Tancredi e Clorinda per la regia di Martone alle Terme di Caracalla per il Teatro dell'Opera di Roma e nel 2013 il Coro femminile in The Rape of Lucretia al Teatro Alighieri di Ravenna, al Teatro Municipale (Reggio Emilia) e al Teatro Goldoni di Firenze e Miss Jessel ne Il giro di vite (opera) al Teatro Comunale di Bologna.
Nel 2016 è Sor Juana Ínes de la Cruz in Theatre of the World di Andriessen a Amsterdam.
Cristina Zavalloni ha collaborato a lungo con l'etichetta EGEA, che ha pubblicato i suoi ultimi quattro album, in quartetto. Ha inciso per Winter&Winter, Felmay, Ishtar, Cantaloupe, MN Records, Deutsche Grammophon–DG Concerts Series. Il programma del suo nuovo album jazz per EGEA, La donna di cristallo, è stato eseguito in anteprima al Roccella Jazz Festival il 18 agosto 2011.
A partire dal 2016 è docente nell'ambito dei Corsi di Alto Perfezionamento dell'Accademia Musicale Pescarese.

## Discografia

### Album
- 1982 - Tip tap (come Cristina Zavallone)
- 1999 - Scoiattoli confusi (con Stefano De Bonis)
- 2003 - Cristina Zavalloni
- 2006 - Idea
- 2008 - Het Verhaal Van Letter From Cathy - Over Muziek En Vertelkunst (con  Louis Andriessen)
- 2009 - Solidago
- 2011 - Anaïs Nin; De Staat (con Louis Andriessen, London Sinfonietta, David Atherton, Synergy Vocals)
- 2012 - La donna di cristallo (con Radar Band)
- 2014 - The Soul Factor (con Uri Caine)
- 2016 - Special Dish (Cristiano Arcelli – Daniele Mencarelli – Alessandro Paternesi)
- 2017 - Special Moon
- 2020 - For the living
- 2021 - Popoff!
- 2022 - Parlami di me, le canzoni di Nino Rota

### Singoli
- 1981 - Papà ha la bua/Mettiti la maglia (come Cristina Zavallone, con El Pasador)
- 1982 - Non ti arrabbiare papà/Sogno e felicità (come Cristina Zavallone)
- 1984 - Il ballo del pinguino/Gioca anche tu (come Cristina Zavallone)
- 1987 - Benvenuto/Tanto tempo fa (come Cristina Zavallone, con Le Voci dal Mondo)
- 1987 - Gli occhi della libertà (come Cristina Zavallone)
- 2018 - He Comes, He Saves You/Potsworth & Co. (come Cristina Zavallone, split con I Bambini Irresistibili)

### Partecipazioni
- 2003 - AA.VV. Jazz & Radio con il brano Nati per adeguarsi
- 2003 - AA.VV. Adventures In European New Jazz And Improvised Music con il brano Boum!
- 2008 - AA.VV. KlaraFestival - Forza Musica!
- 2008 - AA.VV. New Voices con il brano Trilha dos caranguejos
- 2009 - AA.VV. Il gesto del suono 2.0 con il brano Solidago
- 2010 - AA.VV. Il libro della voce con il brano Kaigomai - Kaigomai

### Collaborazioni
- 2013 - Cristiano Arcelli Brooks
- Francesco Cusa Impasse... Su Jacques Prévert